# Aeropuerto Internacional Jacinto Lara
El Aeropuerto Internacional Jacinto Lara (IATA: BRM, OACI: SVBM) es un aeropuerto venezolano situado en la ciudad de Barquisimeto, Venezuela. Es el séptimo más importante del país y es puerta de entrada a la Región Centroccidental, conformada por Lara, Portuguesa y Yaracuy.
Hoy en día transitan gran cantidad de pasajeros con destino a la capital venezolana Caracas.
El Aeropuerto mantiene operaciones comerciales con Conviasa y Venezolana con destino a Porlamar, con Avior Airlines y Venezolana a Caracas y desde marzo de 2023 mantiene una ruta directa entre la Ciudad de Panamá, Panamá, y Barquisimeto a través de Venezolana, siendo el primer destino internacional de Barquisimeto y Lara.

## Instalaciones
Las instalaciones incluyen bancos, cajeros automáticos, testaurantes, cafés, agencias de biajes, aquiler de vehículos, agencias protocolares, centros de ccomunicaciones y taxis, entre otros servicios.

## Historia
En 1930 da sus primeros pasos la aviación comercial en el estado Lara cuando se instalan, en lo que hoy se conoce como el Aeroclub, una torre de control junto a un pequeño terminal, prestando de esta manera los primeros servicios de tránsito aéreo en la ciudad de Barquisimeto. Veinte años más tarde, en 1950, se da inicio a los trabajos de construcción de las actuales pistas del Aeropuerto Internacional Jacinto Lara, siendo en 1961 cuando el expresidente Rómulo Betancourt inaugura las nuevas instalaciones del terminal aéreo.
Posteriormente, en el año 1969, el Aeropuerto adquiere la categoría Internacional con el inicio de los vuelos de la línea aérea Viasa hacia la ruta de Miami y Kingston. Actualmente, la infraestructura del Terminal Aéreo, ha sufrido numerosas modificaciones para mantenerse a la par de las exigencias de los usuarios y por el Instituto Nacional de Aeronáutica Civil (INAC).
El Aeropuerto Internacional Jacinto Lara de Barquisimeto, fue administrado hasta hace algunos años por el ya extinto Ministerio de Transporte y Comunicaciones (MTC) y el Instituto Autónomo Aeropuerto de Maiquetía.
En el año 1997 fue transferido a la Gobernaciónb del Estado Lara, con el gobernador Orlando Fernández a la cabeza, y fue Administrdos por el Abogado Iván José Cubillán, primer presidente del Instituto Autónomo Dirección de Aeropuertos del Estado Lara (IADAL), quien se encargó de que el Aeropuerto fuera embellecido y modernizado, lo que antes nunca se había hecho, pintura, luces, sillas, pantallas, cajeros de Banco, entre muchas otras refacciones. Actualmente es administrado por Bolivariana de Aeropuertos (BAER).

## Ficha técnica
Aeropuerto Internacional Jacinto Lara

Ubicado en el municipio Iribarren, Barquisimeto, Estado Lara.
Coordenadas:
- Latitud: 10° 0′ 2,5″
- Longitud: 69° 2′ 1,6″

Altitud de la pista: 716 m s. n. m. (metros sobre el nivel del mar)
Dimensiones de la pista: 2850 m de largo × 60 m de ancho.
Temperatura de referencia: Promedio 25 °C

## Servicios al pasajero
Restaurantes y cafeterías
Restaurante «Boeing», El Rincón Aéreo, Dante's Café, Le Tita Deli y subway Cocuy Soprt BAR.
Ventas de dulces y variedades
El Alquimista, Aeromundo Infantil, Típicos Auria Coral, Olida's Exclusividades, Dulce Tentación, Distribuidora Frenesí, Distribuidora JG, Agencia de Loterías «El Avión», Gelateria MB, Matyn's, La Carreta del Rincón, Le Chateau Suvenires, Delicateses el Panal, Coriquesos, Azafata's, Victoria's Friends, Pipiripao
Bancos y casas de cambio
ZOOM Casa de Cambio,  Italcambio.
Agencia de viajes y Servicios FBO
Grupo Pirineos,  Agencia de Viajes, Servicio de Protocolo Tenerife FBO, Taxi Aeropuerto .

## Aerolíneas y destinos
| Destinos por aerolínea                  | Destinos por aerolínea                                       |
| Aerolíneas                              | Ciudades                                                     |
| --------------------------------------- | ------------------------------------------------------------ |
| Avior Airlines 1 destino                | Nacional (1): Caracas                                        |
| Conviasa 3 destinos                     | Nacionales (3): Caracas / Porlamar / San Antonio del Táchira |
| Rutaca Airlines 2 destinos              | Nacionales (2): Caracas / San Antonio del Táchira            |
| Venezolana 1 destinos                   | Nacionales (1):Caracas                                       |
| Total: 3 destinos, 1 país, 4 aerolíneas |                                                              |

### Destinos nacionales
| Ciudades                                   | Nombre del aeropuerto                               | Aerolíneas                                               |
| ------------------------------------------ | --------------------------------------------------- | -------------------------------------------------------- |
| Distrito Capital - Caracas                 | Aeropuerto Internacional de Maiquetía Simón Bolívar | Avior Airlines / Conviasa / Rutaca Airlines / Venezolana |
| Nueva Esparta - Porlamar                   | Aeropuerto Internacional del Caribe Santiago Mariño | Conviasa                                                 |
| Táchira - San Antonio del Táchira          | Aeropuerto Internacional General Cipriano Castro    | Conviasa / Rutaca Airlines                               |
| Total: 3 destinos, 3 estados, 4 aerolíneas |                                                     |                                                          |

Equipos usados:
- Avior Airlines: Boeing 737-200 / Boeing 737-400
- Conviasa: Embraer 190
- Rutaca Airlines: Boeing 737-300
- Venezolana: Boeing 737-200 / MD83

## Nuevos Destinos
| Nuevos destinos              | Nuevos destinos              | Nuevos destinos              | Nuevos destinos              | Nuevos destinos              | Nuevos destinos              |
| Total:0 destino: 0 aerolínea | Total:0 destino: 0 aerolínea | Total:0 destino: 0 aerolínea | Total:0 destino: 0 aerolínea | Total:0 destino: 0 aerolínea | Total:0 destino: 0 aerolínea |
| ---------------------------- | ---------------------------- | ---------------------------- | ---------------------------- | ---------------------------- | ---------------------------- |

### Destinos Suspendidos
| Aerolíneas                      | Ciudades                                                  |
| ------------------------------- | --------------------------------------------------------- |
| Aruba Airlines 1 destino        | Internacional (1): Aruba                                  |
| Estelar Latinoamérica 1 destino | Nacional (1): Caracas Internacional (1): Ciudad de Panamá |
| Laser Airlines 1 destino        | Nacional (1): Caracas                                     |
| Rutaca Airlines                 | Nacional (1) Puerto Ordaz                                 |

## Aeropuertos cercanos
Ordenados por cercanía a 200 km a la redonda:
- Acarigua: Aeropuerto Gral. Bgda. Oswaldo Guevara Mujica (56 km)
- San Felipe: Aeropuerto Subteniente Néstor Arias (71 km)
- Carora: Aeropuerto La Greda (79 km)
- Valera: Aeropuerto Nacional Antonio Nicolás Briceño (155 km)
- Valencia: Aeropuerto Internacional Arturo Michelena (157 km)
- Barinas: Aeropuerto Luisa Cáceres de Arismendi (184 km)
- Coro: Aeropuerto José Leonardo Chirino (155 km)